# 수주중학교
수주중학교(樹州中學校)는 대한민국 경기도 부천시 오정구 고강동에 있는 공립 중학교이다.

## 학교 연혁
- 2005년 6월 20일 : 수주중학교 설립 인가(1학년 12학급)
- 2008년 3월 1일 : 초대 이순덕 교장 취임
- 2008년 3월 2일 : 제1회 입학식(11학급 442명)
- 2011년 2월 10일 : 제1회 졸업식(11학급 416명)
- 2023년 3월 1일 : 제7대 이영해 교장 취임
- 2024년 1월 5일 : 제14회 졸업식(6학급 164명)
- 2024년 3월 4일 : 제17회 입학식(7학급 193명)

## 참고 자료
- 수주중학교 - 한국교육학술정보원 학교알리미